# Tragia pohlii
Tragia pohlii är en törelväxtart som beskrevs av Johannes Müller Argoviensis. Tragia pohlii ingår i släktet Tragia och familjen törelväxter. Inga underarter finns listade i Catalogue of Life.